# 科比·麦格克
科比·麦格克（英語：Kobie McGurk，1985年8月20日—），澳大利亚女子曲棍球运动员。她曾代表澳大利亚参加2006年英联邦运动会曲棍球比赛，获得一枚金牌。她也曾参加2008年和2012年夏季奥林匹克运动会。